# Independencia de Nueva Zelanda

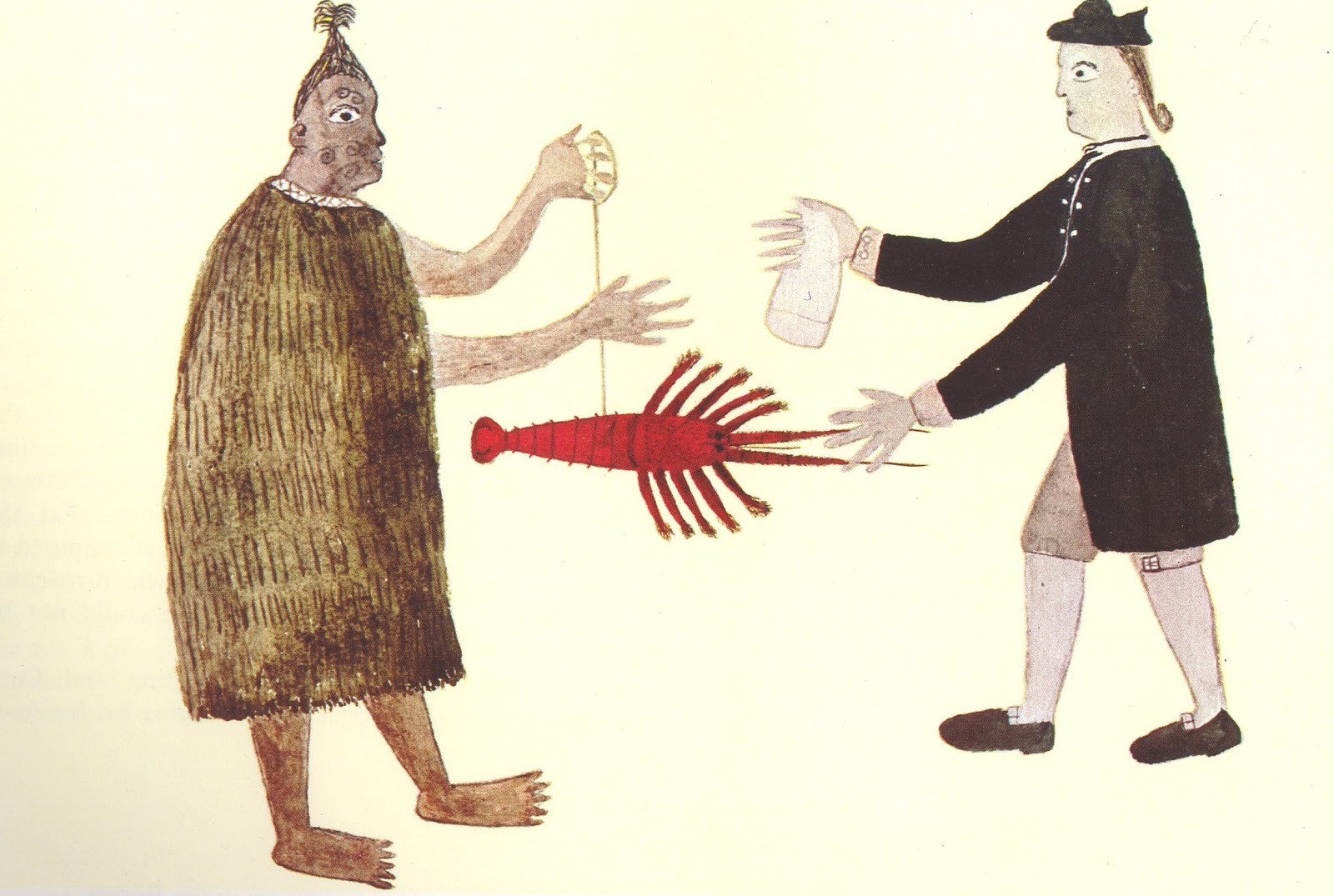
"Un maorí y Joseph Banks intercambiando un cangrejo de río por un trozo de tela. Circa 1769.

La independencia de Nueva Zelanda es una cuestión de debate académico y social continuo. Nueva Zelanda no tiene una fecha fija de independencia; en cambio, la independencia política se produjo como resultado de la evolución del estatus constitucional de Nueva Zelanda. El concepto de un «Día de la Independencia» nacional no existe en Nueva Zelanda.
Los principios hacia la independencia de Nueva Zelanda, comenzaron antes de que Nueva Zelanda se convirtiera en una colonia británica en 1840. Hubo rebeliones menores en Canadá, y para evitar cometer los errores que llevaron a la revolución americana, a Lord Durham se le encomendó para hacer un informe sobre el gobierno de las colonias que contenían una importante población británica. Los principios del autogobierno dentro del Imperio fueron establecidos en el Informe Durham y puestos en práctica por primera vez en Nueva Escocia en 1848. Canadá, Nueva Zelanda y las colonias australianas pronto siguieron su ejemplo. El Parlamento británico aprobó la Ley de Constitución de Nueva Zelanda de 1852, para otorgar a los colonos de la colonia el derecho al autogobierno, únicamente 12 años (en 1853) después de la fundación de la colonia. Nueva Zelanda fue, por lo tanto, independiente de todos los propósitos en sus asuntos domésticos desde sus primeros días como colonia británica. 
El primer gran paso hacia la condición de nación en la escena internacional se produjo en 1919, cuando Nueva Zelanda obtuvo un escaño en la recién fundada Sociedad de Naciones. En 1926, la Declaración Balfour declaró a los Dominios Británicos como «iguales en estatus», seguida de la creación de la base legal de la independencia, establecida por el Estatuto de Westminster de 1931, que se produjo principalmente a instancias de elementos nacionalistas en Sudáfrica y el Estado libre de Irlanda. Sin embargo, Australia, Nueva Zelanda y Isla de Terranova se mostraron hostiles hacia este desarrollo, y el estatuto no fue adoptado en Nueva Zelanda hasta 1947. Independientemente de cualquier evolución jurídica, algunos neozelandeses todavía se consideraban una rama periférica distintiva del Reino Unido, al menos hasta la década de 1970. Esta actitud comenzó a cambiar cuando el Reino Unido se adhirió a la Comunidad Europea en 1973 y derogó sus acuerdos comerciales preferenciales con Nueva Zelanda, y los cambios graduales de nacionalidad y de sociedad erosionaron aún más la relación.

### Declaración de independencia maorí (1835)
El 28 de octubre de 1835, la Declaración de independencia de Nueva Zelanda fue firmada por las Tribus Unidas de Nueva Zelanda , una confederación libre de tribus maoríes del extremo norte de Nueva Zelanda organizada por el residente británico James Busby.  Este documento reconoció la independencia de los maoríes, y la mayoría de los académicos pākehā están de acuerdo en que esta declaración fue derogada cinco años después por el Tratado de Waitangi, que cedió la independencia -reconocida por el rey Guillermo IV del Reino Unido- de los maoríes a la Corona británica.

### Colonización: Tratado de Waitangi

Capitán William Hobson fue el primer gobernador de Nueva Zelanda nombrado por los británicos (originalmente Teniente-Gobernador) entre 1840 y 1842.

La firma del Tratado de Waitangi el 6 de febrero de 1840 marcó el inicio de la colonización británica organizada de Nueva Zelanda, fue originalmente una sub-colonia de la Colonia de Nueva Gales del Sur, pero en 1841 fue creada como la Colonia de Nueva Zelanda. El Día Waitangi es así celebrado como el día nacional de Nueva Zelanda. Algunos abogados constitucionalistas, como Moana Jackson, han argumentado que el Tratado no cedió la soberanía total de Nueva Zelanda a la Corona británica, y argumentan que el Tratado pretendía proteger tino rangatiratanga o la independencia absoluta en idioma maorí. Otros lo discuten, señalando el que el uso del término kawanatanga en el Tratado es el organismo político que aplica el Tratado y establece acuerdos, "Kawanatanga" es la verdadera parte del Tratado, no la Corona. Nueva Zelanda se convirtió en una colonia autónoma en 1853 tras la aprobación de la Ley Constitucional de Nueva Zelanda de 1852, que estableció un gobierno responsable en la colonia. El Parlamento de Nueva Zelanda estaba obligado por una serie de leyes del Parlamento Británico, como el Acta de Validez de Leyes Coloniales y la Ley de Defensa de la Armada Colonial de 1865, que condujo a la creación de la Bandera de Nueva Zelanda en 1869. Nueva Zelanda participó en la Convención Nacional Australiana de 1891 en Sídney para considerar la Federación de las colonias de Australia y Nueva Zelanda. La convención acordó cuatro principios, incluida la creación de un ejército y una armada federados. El interés en la Federación Australiana propuesta se desvaneció y Nueva Zelanda no envió una delegación a la Convención Nacional Australiana de 1897.

### Estado de dominio

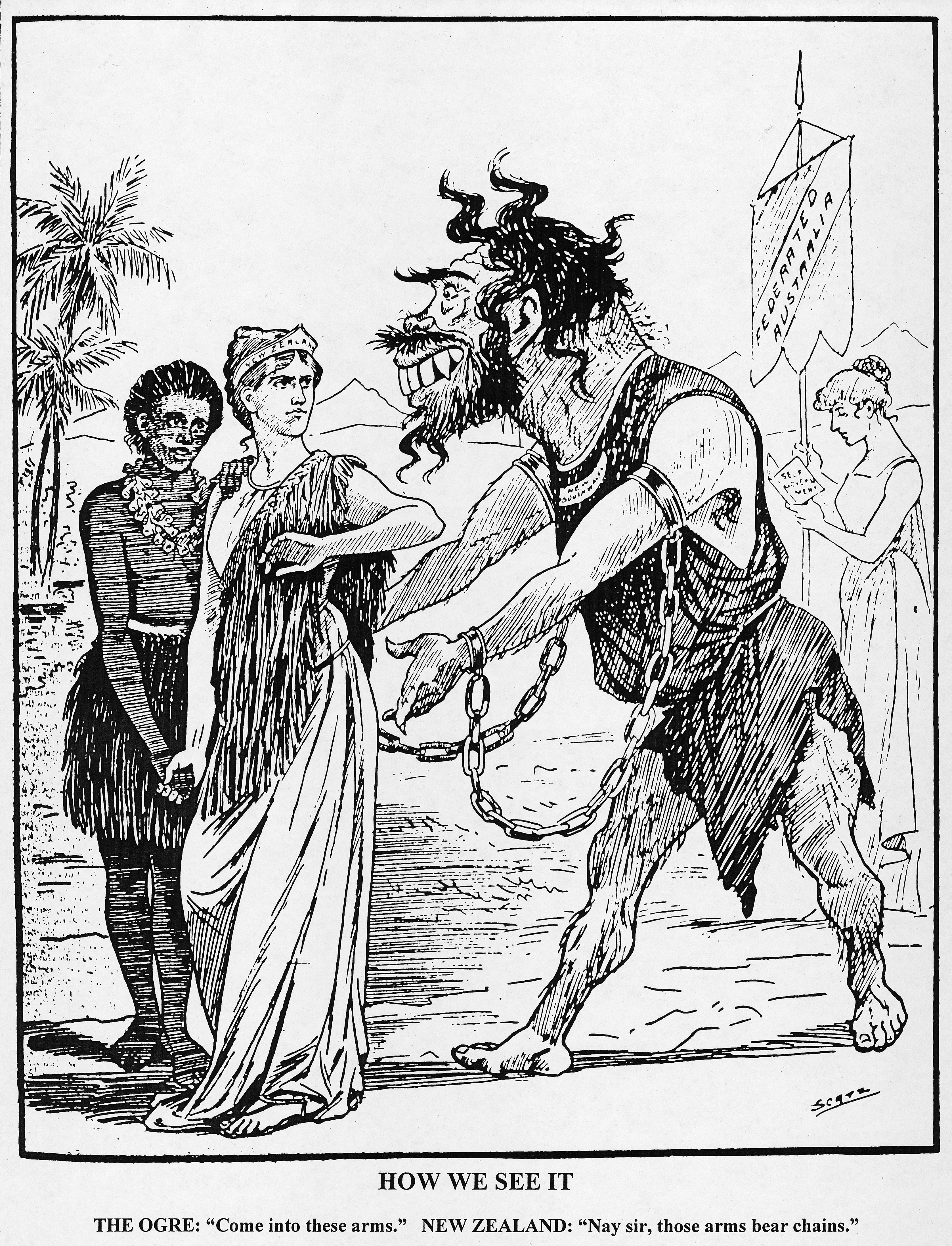
Zealandia rechazando la Constitución de Australia en 1900.

En 1901, Nueva Zelanda no ratificó la Constitución australiana y no participó en la Federación de Australia . El primer ministro Joseph Ward determinó que Nueva Zelanda debería convertirse en un dominio, y el parlamento aprobó una resolución a tal efecto. [2] El 26 de septiembre de 1907, el Reino Unido otorgó a Nueva Zelanda (junto con Terranova , que más tarde se convirtió en parte de Canadá) el estatus de  Dominio dentro del Imperio Británico. Nueva Zelanda se hizo conocida como el Dominio de Nueva Zelanda . La fecha fue declarada Día de Dominio, pero nunca alcanzó ninguna popularidad como día de la independencia, aunque el término «Dominio» fue popular. El periódico Dominion comenzó el Día del Dominio en 1907. Para considerarlo como un día de independencia nacional es incorrecto, el cambio al estado de dominio fue visto como «puramente cosmético».

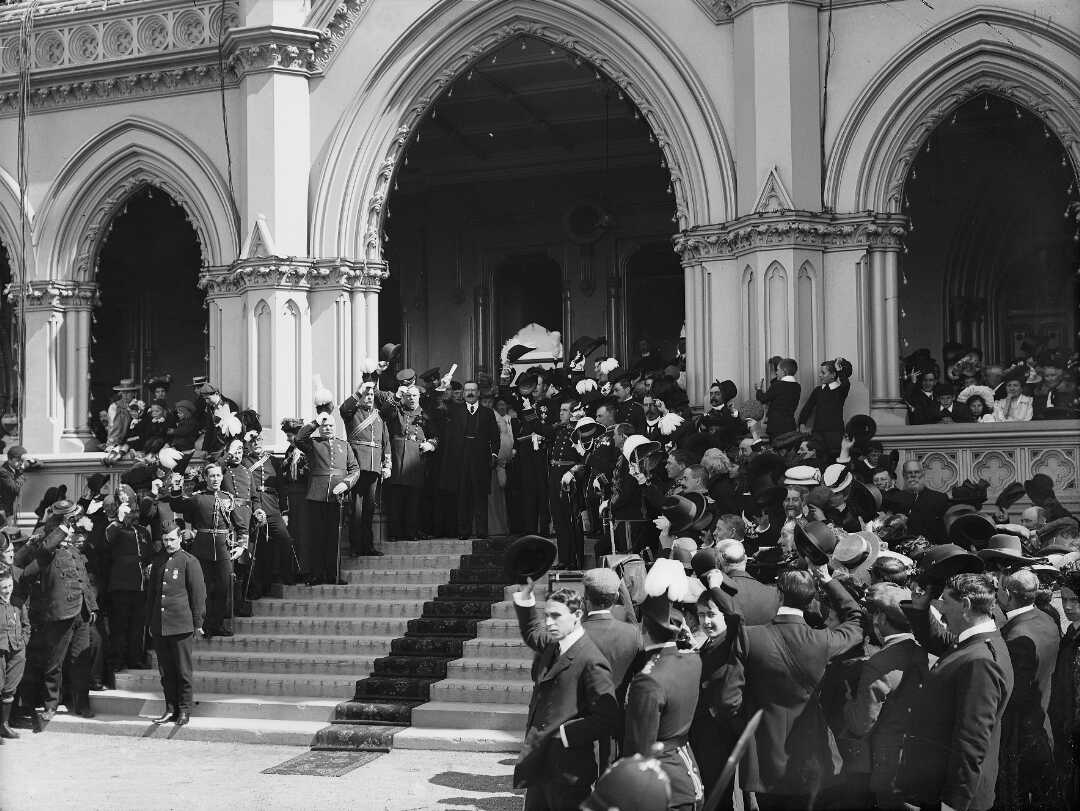
Lord Plunket declarando a Nueva Zelanda un dominio, 26 de septiembre de 1907.

A pesar de este nuevo estatus, hubo cierta aprensión en 1919 cuando el primer ministro Bill Massey firmó el Tratado de Versalles, que indicaba que Nueva Zelanda tenía un grado de control sobre sus asuntos exteriores. Massey, él mismo un ferviente imperialista, no lo vio como un acto simbólico. En 1926, la Declaración Balfour declaró que los dominios británicos eran iguales, lo que tuvo el efecto de otorgar a Nueva Zelanda el control sobre su propia política exterior y su ejército. La legislación requerida para efectuar este cambio, el Estatuto de Westminster 1931 no fue adoptada por Nueva Zelanda hasta unos 16 años más tarde. En 1939, el Gobernador General dejó de ser el Alto Comisionado de Gran Bretaña en Nueva Zelanda y en su lugar se nombró un oficial independiente.

### Liga de las Naciones
Nueva Zelanda se unió a la Liga o Sociedad de las Naciones el 10 de enero de 1920. Según el derecho internacional, solo un estado soberano puede firmar un tratado internacional, aunque Nueva Zelanda y los otros dominios firmaron como parte de una «Delegación del Imperio Británico», y sus nombres fueron sangrados en una Lista siguiente a la de Gran Bretaña. El significado de la hendidura se dejó deliberadamente poco claro. El Tratado de Versalles ofreció la membresía a cualquier «Estado, Dominio o Colonia totalmente autónomo» (Art. 1).
En la Conferencia Imperial de 1921, el primer ministro británico David Lloyd George dijo: 

En reconocimiento a su servicio y logros durante la guerra, los Dominios británicos ahora han sido aceptados plenamente en la comunidad de las naciones de todo el mundo. Son signatarios del Tratado de Versalles y de todos los demás tratados de paz. Son miembros de la Asamblea de la Liga de las Naciones, y sus representantes ya han asistido a las reuniones de la Liga. En otras palabras, han alcanzado un estatus nacional completo y ahora están al lado del Reino Unido como socios iguales en las dignidades y responsabilidades de la Commonwealth británica. Si hay algún medio por el cual ese estado pueda ser aún más claro para sus propias comunidades y para el mundo en general, estaremos encantados de que se presenten.

### Conferencia Imperial de 1926

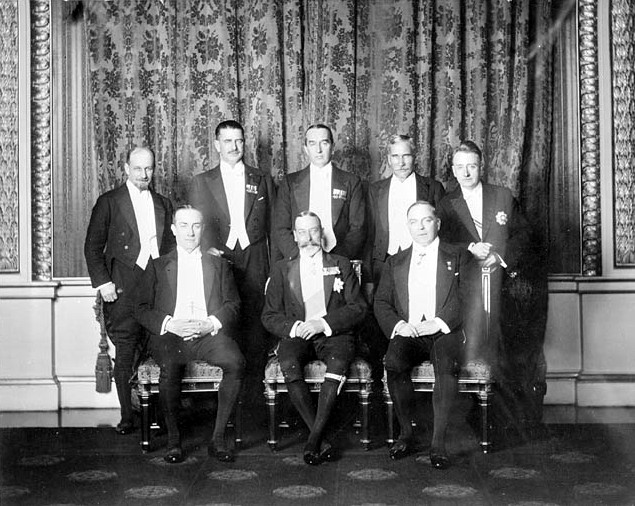
Rey Jorge V del Reino Unido con sus primeros ministros en la Conferencia Imperial de 1926.

La Declaración de Balfour declaró que: «Ellos [los Dominios] son Comunidades autónomas dentro del Imperio Británico, iguales en estatus, de ninguna manera subordinadas entre sí en ningún aspecto de su situación doméstica, o asuntos externos, aunque unidos por una lealtad común a la Corona, y libremente asociados como miembros de la Comunidad Británica de Naciones ». Esto fue dado efecto legal por el Estatuto de Westminster de 1931, que entraba en vigencia cuando un Dominio dado lo adoptaba. El gobierno de Nueva Zelanda vio poca urgencia en la Ley y retrasó la ratificación, pero por motivos prácticos, 1926 había eliminado las dudas sobre la independencia funcional. En la apertura de la Conferencia Imperial de 1930 que redactó el Estatuto de Westminster, el primer ministro de Nueva Zelanda , George Williams Forbes declaró: «Nueva Zelanda no se ha preocupado en gran medida por el reciente desarrollo de las relaciones constitucionales entre los miembros de la Comunidad Británica de Naciones. Hemos sentido que en todos los tiempos en los últimos años hemos tenido un amplio margen para nuestras aspiraciones nacionales y una amplia libertad para llevar a cabo en su totalidad todas las medidas que nos parecen deseables».
Mientras que en 1914 Gran Bretaña había decidido la guerra para todo el Imperio, en 1939 los Dominios tomaron sus propias decisiones. El 3 de septiembre de 1939 Nueva Zelanda declaró la guerra a Alemania. La declaración de guerra se considera normalmente una indicación de soberanía.

### Estatuto de Westminster y Reino
Al comienzo de la Segunda Guerra Mundial , el entonces primer ministro Michael Joseph Savage, que había criticado la política británica de apaciguamiento , declaró «donde estamos [en Gran Bretaña]». El sucesor de Savage, Peter Fraser , no retiró las tropas de Nueva Zelanda de Medio Oriente en 1942 (a diferencia de Australia ), basándose en una evaluación de los intereses de Nueva Zelanda.
En el discurso del trono de 1944, el Gobernador General anunció la intención del gobierno de Fraser de adoptar el Estatuto de Westminster, sin embargo, hubo una fuerte protesta de la oposición en el sentido de que esto debilitaría al Imperio Británico en tiempos de necesidad. En 1946, Fraser ordenó a los departamentos del gobierno que dejaran de utilizar el término «Dominio». Irónicamente, el fracaso de un proyecto de ley de miembros privados para abolir la Cámara Alta por el futuro primer ministro Sidney Holland  condujo a la adopción del Estatuto de Westminster el 25 de noviembre de 1947 con el Estatuto de la Ley de Adopción de Westminster de 1947. Esta ley permitió la aprobación de la Ley de enmienda de la Constitución de Nueva Zelandia (solicitud y consentimiento) de 1947, que otorgó al Parlamento de Nueva Zelandia plenos poderes legislativos, control extraterritorial de las fuerzas militares de Nueva Zelandia y separó legalmente a la Corona de Nueva Zelandia de la Corona británica. Por lo tanto, la monarquía neozelandesa fue jurídicamente independiente de la monarquía británica.

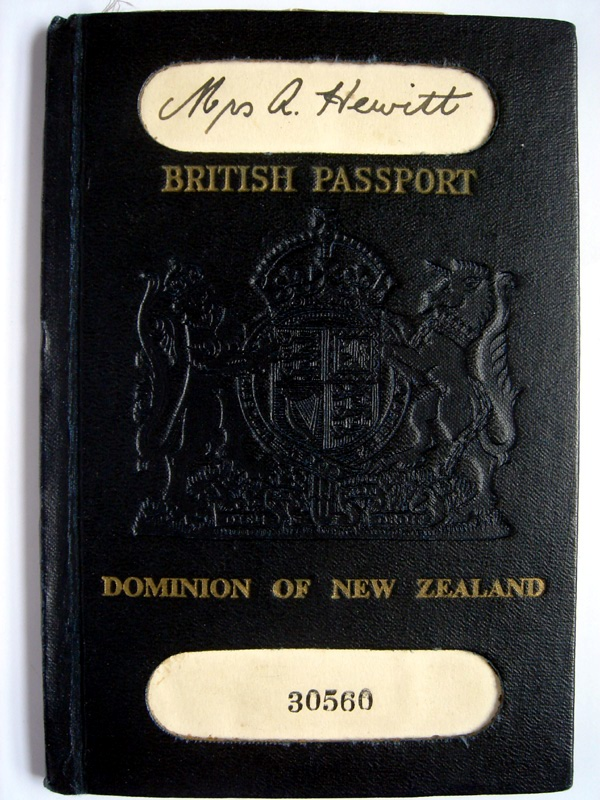
Un antiguo pasaporte neozelandés de 1949, con el título "British Passport" y debajo "Dominion of New Zealand".

En 1948, el Parlamento de Nueva Zelanda aprobó la Ley de nacionalidad británica y ciudadanía neozelandesa de 1948, que modificó la ley de nacionalidad neozelandesa. A partir del 1 de enero de 1949 todos los neozelandeses se convirtieron en ciudadanos neozelandeses. Sin embargo, siguen siendo súbditos británicos bajo la ley de nacionalidad neozelandesa. Antes de esta ley, los migrantes en Nueva Zelanda eran clasificados como «británicos» (principalmente del propio Reino Unido, pero también de otros países de la Commonwealth como Australia, Sudáfrica e India) o «no británicos».
En una reunión de primeros ministros de la Commonwealth en 1952, tras la muerte del rey Jorge VI, se acordó que la nueva reina Isabel podría tener un título real diferente en cada dominio, pero con un elemento común a todos los dominios. Por lo tanto, Nueva Zelanda es un reino independiente de la Monarquía en la Mancomunidad de Naciones. En 1953, el Parlamento de Nueva Zelanda aprobó la Ley de Estilo y Títulos Reales de 1953, que reconocía formalmente a la Reina Isabel II como la Reina del Reino Unido y de Nueva Zelanda.
En 1967, el primer Gobernador General nacido en Nueva Zelanda fue nombrado para el cargo, Arthur Porritt (aunque Bernard Freyberg había sido nombrado anteriormente en 1946; Freyberg había nacido en el Reino Unido, pero había vivido en Nueva Zelanda desde muy joven). Porritt también había residido en el Reino Unido la mayor parte de su vida. El resultado fue un mayor enfoque en los nuevos mercados extranjeros para los productos neozelandeses, principalmente en las regiones de Asia y el Pacífico.
La elección del Tercer Gobierno Laborista nacionalista de Norman Kirk en 1972 trajo nuevos cambios. El gobierno de Kirk introdujo la Ley de enmienda de la Constitución de 1973, que modificó la Ley constitucional de 1852 para que el Parlamento neozelandés pudiera legislar extraterritorialmente. En el caso Re Ashman, el Tribunal Supremo (desde entonces rebautizado como Tribunal Supremo, que no debe confundirse con el Tribunal Supremo contemporáneo) sostuvo que, como resultado de la Ley de 1973, Nueva Zelanda se había separado formalmente la Corona de Nueva Zelanda de la Corona británica, y que el tercer gobierno laborista también había aprobado la Ley de Títulos Reales de 1974, que cambiaba el estilo y los títulos de la Reina para que fueran únicamente los de Reina de Nueva Zelanda. La nacionalidad que figura en los pasaportes neozelandeses para el titular del pasaporte se cambió en 1973 de «sujeto británico y ciudadano de Nueva Zelanda» a simplemente  «ciudadano de Nueva Zelanda»